# چندتکمیزه‌ایان
چندتکمیزه‌ایان (نام علمی: Multituberculata) گروهی از پستانداران جونده‌مانند بودند که برای نزدیک به ۱۲۰ میلیون سال بر زمین زندگی می‌کردند و طولانی‌ترین خط زمانی سنگواره‌ای را بر روی زمین باقی گذاشتند. آن‌ها در پایان مغلوب جوندگان شدند و در الیگوسن آغازین منقرض گشتند. کمینه ۲۰۰ گونه از این گروه شناسایی شده‌اند که جثه‌شان از اندازه موشهای کنونی تا سگ‌های آبی متغیر بوده‌است. این جانوران در چندین کنام گوناگون زندگی می‌کردند که از زندگی در حفره‌های زیرزمینی تا تنه درختان (همچون سنجابها) تغییر می‌کرد.
چندتکمیزه‌ایان اغلب در بیرون هر دو گروه اصلی پستانداران زنده یعنی ددان (جفت‌داران و کیسه‌داران)، و تک‌سوراخیان گذاشته می‌شوند. بعضی کلادشناسان آن‌ها را نزدیک‌تر به ددان می دانند تا تک‌سوراخیان.